# Maria Rieradevall i Tarrés
Maria Rieradevall i Tarrés (Vidreres, 4 d'abril de 1973) és una advocada i política catalana, senadora per Girona en la X legislatura.

## Biografia
És llicenciada en Dret per la Facultat de Ciències juridicoeconòmiques de la Universitat de Girona, i especialitzada en dret d'estrangeria. Col·legiada al Col·legi d'Advocats de Girona des de 1.997, de 1999 a 2005 formà part de la seva Junta de Govern, i de 2003 a 2005 en fou Presidenta de la Comissió de Drets Humans, de 2000 a 2011 presidenta de la Subcomissió d'Estrangeria i professora i coordinadora de l'Àrea de Dret d'Estrangeria de l'Escola de Pràctica Jurídica de l'ICAG.
Des de 2004 és membre del Comitè Executiu provincial de Girona de Convergència Democràtica de Catalunya, i Secretària Executiva de Militància i Formació des de 2012. Fou escollida senadora per Girona a les eleccions generals espanyoles de 2011. Ha estat portaveu de la Comissió de Justícia del Senat d'Espanya.